# Gordan Nikolić
Gordan Nikolić, srbski violinist in dirigent, * 1968.
Nikolić je začel igrati violino s sedmimi leti. Leta 1985 se je vpisal na Visoko šolo za glasbo v Baslu, kjer je študiral pri violinistu in dirigentu Jeanu Jacquesu Kantorowu. Izpopolnjeval se je tudi pri Witoldu Lutosławskem in Györgyu Kurtágu. Kot violinist je zmagal na mednarodnem tekmovanju Tiborja Varge, na Paganinijevem tekmovanju v Genovi, na tekmovanju v Brescii in na Hummlovem tekmovanju v Zagrebu. Leta 1989 je postal umetniški vodja ansambla Orchestre d'Auvergne, ki mu je pogosto dirigiral z mesta koncertnega mojstra. Leta 1996 je postal koncertni mojster Lausannskega komornega orkestra, trenutno pa je koncertni mojster Londonskega simfoničnega orkestra, profesor za komorno igro na uglednem londonskem Kraljevem kolidžu za glasbo in na Guildhal School of Music ter umetniški vodja Nizozemskega komornega orkestra. Nastopa z največjimi orkestri ter sodeluje z dirigenti in solisti, kot so Andre Previn, Bernard Haitink, Maria Joao Pires, Mihail Pletnjov in Emmanuel Ax. Gordan Nikolić igra na violino Lorenza Storionija iz leta 1794.
1. ↑  Record #135259304 // Gemeinsame Normdatei — 2012—2016.
2. ↑  CONOR
3. ↑  Discogs — 2000.